# Wojna domowa w Sierra Leone

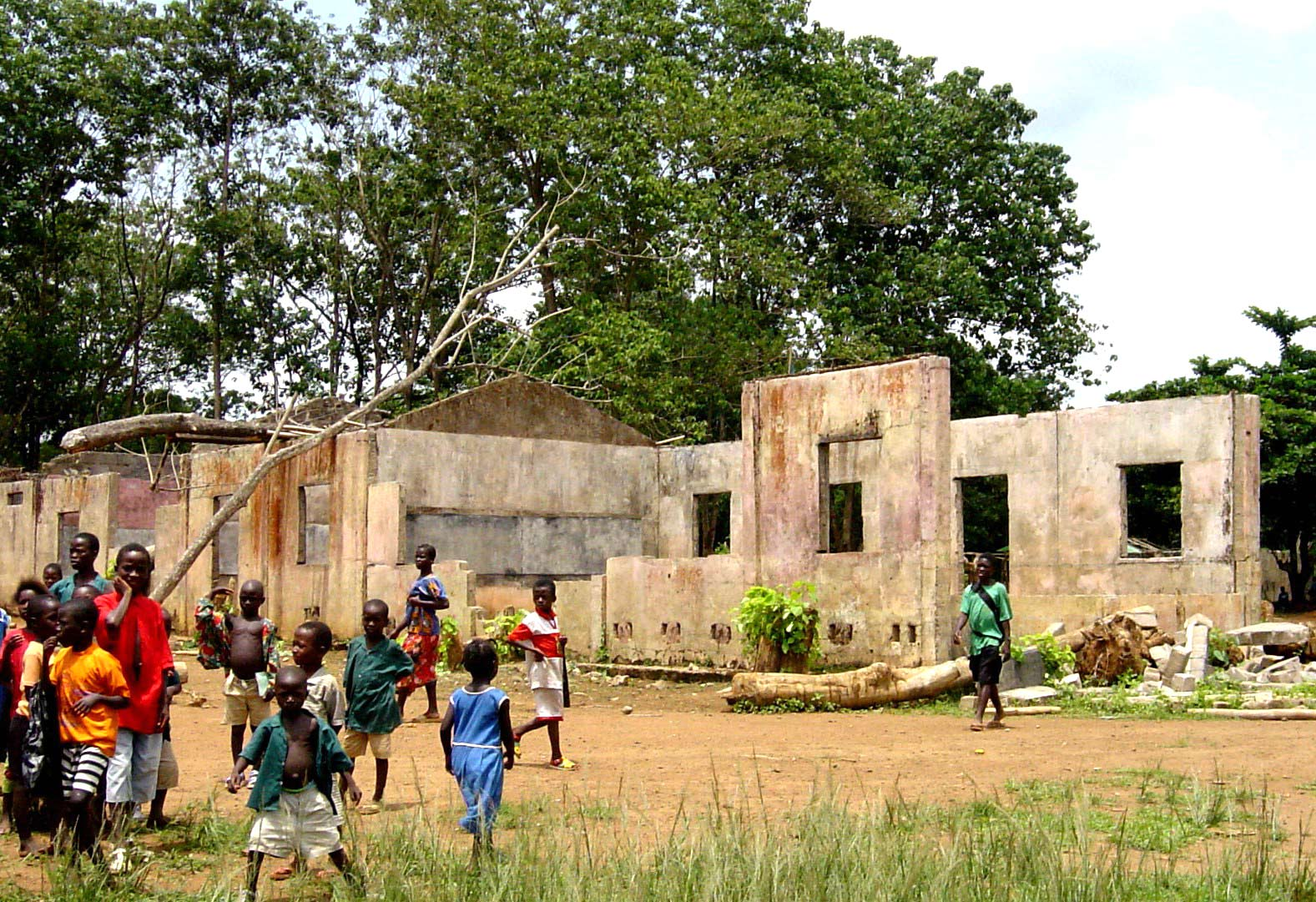
Szkoła w Koidu zniszczona przez RUF

Wojna domowa w Sierra Leone – trwający w latach 1991–2002 konflikt pomiędzy rebeliantami skupionymi wokół Zjednoczonego Frontu Rewolucyjnego (RUF) a siłami rządowymi Sierra Leone.
Początek przypadł na 23 marca 1991, kiedy to ze wsparciem liberyjskiego NPFL dowodzonego przez Charlesa Taylora RUF rozpoczął walki w celu obalenia urzędującego prezydenta Josepha Saidu Momoha. 11-letnia wojna doprowadziła do zrujnowania kraju oraz wielu zbrodni przeciwko ludzkości. Siły rebelianckie dopuszczały się napadów, gwałtów oraz zmuszania do niewolniczej pracy przy wydobyciu diamentów, dzięki którym zdobywano środki na zakup broni.
W ciągu pierwszego roku starć rebelianci zdołali zdobyć spory obszar południowej i wschodniej części kraju, bogatych w aluwialne złoża diamentów. Nieodpowiednia reakcja oraz zamęt w rządzie doprowadziły do przeprowadzenia przez NPRC w kwietniu 1992 zamachu stanu.
Do końca 1993 armia Sierra Leone (SLA) zdołała odeprzeć oddziały RUF do granicy z Liberią, jednak walki toczyły się nadal. W marcu 1995 prywatna firma wojskowa Executive Outcomes została wynajęta w celu odparcia wojsk RUF. W 1996 Sierra Leone wprowadziło wybrany w powszechnych wyborach rząd, a także zostało podpisane Abidżańskie Porozumienie Pokojowe. Pod naciskiem ONZ kraj zakończył współpracę z Executive Outcomes, zanim porozumienie zostało wprowadzone w życie, co poskutkowało kolejną eskalacją przemocy.
W maju 1997 grupa niezadowolonych oficerów armii SLA dokonało przewrotu, a następnie założono AFRC (Armed Forces Revolutionary Council). RUF dołączyło do AFRC, przejmując stolicę Freetown przy znikomym oporze. Johnny Paul Koroma został ogłoszony szefem rządu. Fala napadów, gwałtów i morderstw ze strony RUF i innych grup przetoczyła się przez stolicę. Wojska Zachodnioafrykańskiej Unii Ekonomicznej (ECOMOG) rozmieszczone na terenie miasta zdołały je odzyskać. Nie były jednak w stanie przeprowadzić dalszej ofensywy.
W styczniu 1999 przywódcy państw zachodnich zainterweniowali w celu negocjacji RUF z rządem Sierra Leone. Rezultatem było Porozumienie pokojowe z Lome podpisane 27 marca 1999. Traktat ten przyznał dla Fodaya Sankoha (przywódcy RUF) fotel wiceprezydenta Sierra Leone oraz kontrolę nad złożami diamentów w zamian za zaprzestanie walk. Na terenie kraju zostały rozmieszczone siły pokojowe ONZ (UNAMSIL).
Postanowienia dotyczące zawieszenia broni oraz rozbrojenia nie były jednak realizowane i już w maju 2000 RUF na nowo zmierzał w kierunku Freetown. Brytyjski rząd zdecydował się zareagować i wesprzeć słaby rząd Ahmada Kabbaha. Dzięki poszerzonemu mandatowi ONZ oraz wsparcia lotniczego z Gwinei siły brytyjskie przeprowadziły Operację Palliser, ostatecznie pokonując RUF. 18 stycznia 2002 prezydent Kabbah oficjalnie ogłosił zakończenie wojny. 

## Ekranizacja
Wojna domowa w Sierra Leone stała się tłem dla filmu Krwawy diament z 2006 w reżyserii Edwarda Zwicka z Leonardem DiCaprio w roli głównej, przedstawiającego mechanizm wyzysku ludności przy wydobyciu diamentów oraz finansowania wojny z ich handlu. Konflikt w Sierra Leone i Liberii stał się również tłem dla filmu Jej twarz w reżyserii Seana Penna. W rolach głównych wystąpili Charlize Theron i Javier Bardem. Luźno oparty na wydarzeniach tej wojny jest także film Beasts of No Nation.